# Bisbee (Arizona)

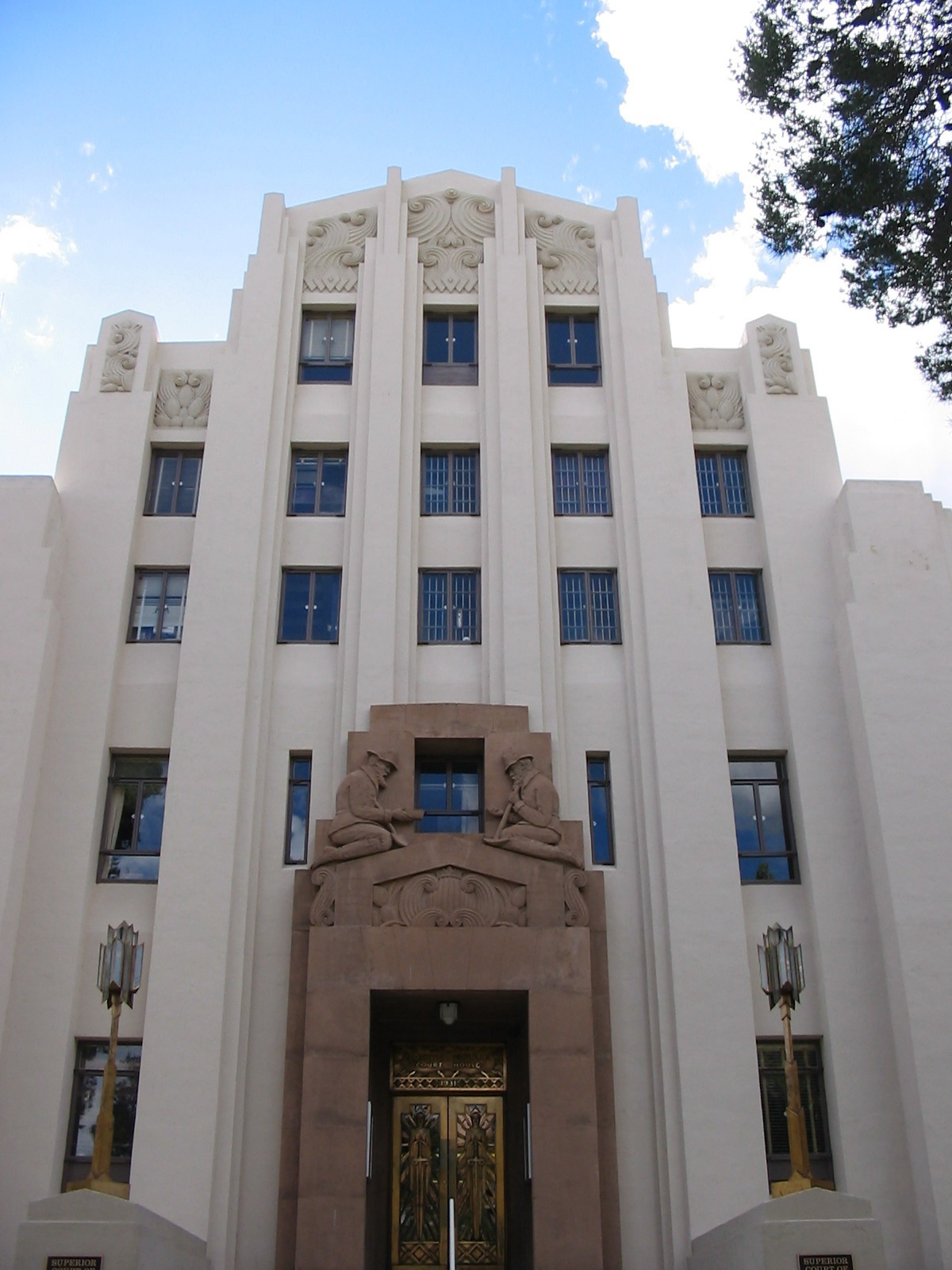
Het gerechtsgebouw van Cochise County

Bisbee is een plaats (city) in de Amerikaanse staat Arizona, en valt bestuurlijk gezien onder Cochise County.

## Demografie
Bij de volkstelling in 2000 werd het aantal inwoners vastgesteld op 6090.
In 2006 is het aantal inwoners door het United States Census Bureau geschat op 6095, een stijging van 5 (0,1%).

## Geografie
Volgens het United States Census Bureau beslaat de plaats een oppervlakte van
12,5 km², geheel bestaande uit land. Bisbee ligt op ongeveer 1587 m boven zeeniveau.

## Geboren
- Earl Hindman (1942-2003), acteur

## Beroemde inwoner(s)
- Doug Stanhope (Worcester, 25 maart 1967), comedian

## Plaatsen in de nabije omgeving
De onderstaande figuur toont nabijgelegen plaatsen in een straal van 40 km rond Bisbee.